# Tal Bachman
Talmage Charles Robert "Tal" Bachman (Winnipeg, Manitoba, 13 de agosto de 1968) es un músico y cantautor canadiense, reconocido por su éxito de 1999 "She's So High", una canción de pop rock de su álbum homónimo publicado en 1999 que le valió obtener un premio Broadcast Music, Inc.
Su mencionado álbum homónimo logró ubicarse en la posición N.º 124 en la lista de éxitos estadounidense Billboard 200, y el vídeoclip de la canción "She's So High" logró una fuerte rotación en el canal MTV2. En 2004 retornó al estudio para grabar su segunda producción, Staring Down the Sun. El sencillo "Aeroplane" alcanzó la posición N.º 20 en tierras canadienses y fue usada en la película de 2005 American Pie Presents: Band Camp.

## Discografía

### Estudio
| Año  | Detalles                                                                         | Posición en listas |
| Año  | Detalles                                                                         | Billboard 200      |
| ---- | -------------------------------------------------------------------------------- | ------------------ |
| 1999 | Tal Bachman - Lanzamiento: 13 de abril de 1999 - Sello: Columbia Records         | 124                |
| 2004 | Staring Down the Sun - Lanzamiento: 13 de julio de 2004 - Sello: Sextant Records | —                  |

### Sencillos
| Año  | Título          | Posición en las listas | Posición en las listas | Posición en las listas | Posición en las listas | Posición en las listas | Álbum                |
| Año  | Título          | CAN                    | CAN AC                 | EE.UU.                 | EE.UU. Adult           | R.U.                   | Álbum                |
| ---- | --------------- | ---------------------- | ---------------------- | ---------------------- | ---------------------- | ---------------------- | -------------------- |
| 1999 | "She's So High" | 3                      | 30                     | 14                     | 1                      | 30                     | Tal Bachman          |
| 1999 | "Strong Enough" | 31                     | 59                     | —                      | —                      | —                      | Tal Bachman          |
| 1999 | "If You Sleep"  | 61                     | —                      | —                      | 35                     | —                      | Tal Bachman          |
| 2004 | "Aeroplane"     | 20                     | —                      | —                      | —                      | —                      | Staring Down the Sun |